# دامشاید
دامشاید (به آلمانی: Damscheid) یک شهر در آلمان است که در راین-هونسروک واقع شده‌است. دامشاید ۶۸۳ نفر جمعیت دارد.